# Skepta
Joseph Junior Adenuga Jr. (Tottenham, Londres, 19 de setembro de 1982), conhecido artisticamente como Skepta, é um MC, rapper, compositor, diretor e produtor musical britânico.